# Fournes-Cabardès
Fournes-Cabardès – miejscowość i gmina we Francji, w regionie Oksytania, w departamencie Aude. Przez miejscowość przepływa rzeka Orbiel. 
Według danych na rok 1990 gminę zamieszkiwało 61 osób, a gęstość zaludnienia wynosiła 5 osób/km² (wśród 1545 gmin Langwedocji-Roussillon Fournes-Cabardès plasuje się na 840. miejscu pod względem liczby ludności, natomiast pod względem powierzchni na miejscu 643.).